# OMAP

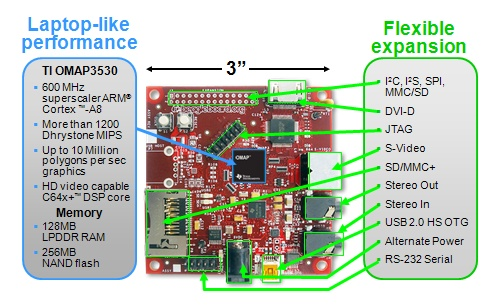
TI OMAP3530 fejlesztői kártya (BeagleBoard)

A TI Ducati SIP mag gyorsíthatja a videó- és képfeldolgozást

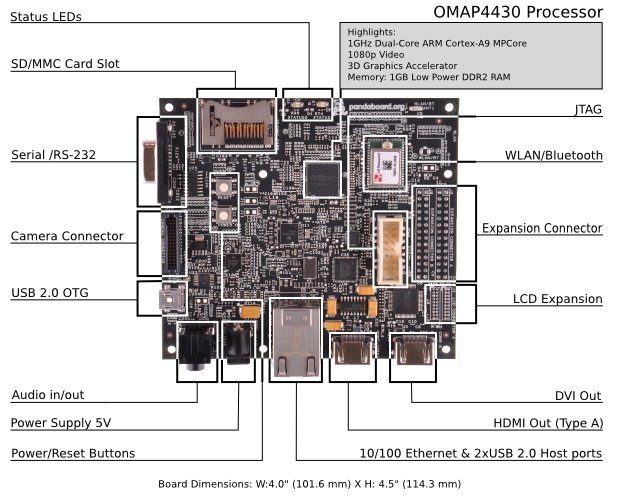
TI OMAP4430 PandaBoardon

Az Open Multimedia Application Platform, röviden OMAP – egy szabadalmi védelem alatt álló, belső fejlesztésű processzorarchitektúra.
Az OMAP az amerikai Texas Instruments elektronikai vállalat és technológiai gyártó bejegyzett védjegye.
Az OMAP processzorokat okostelefonokban és más mobil eszközökben való használatra tervezték, és az ARM architektúrán alapulnak.
Az OMAP multimédiás alkalmazásprocesszor kétmagos architektúrán alapul, és mobil operációs rendszerekhez (például Symbianhoz) és multimédiás kódvégrehajtáshoz van optimalizálva. Belső ARM processzorokat és digitális jelfeldolgozó processzorokat tartalmaz, valamint közvetlen csatlakozást biztosít USB-hez, kamerához, LCD-hez, memóriához és vezeték nélküli perifériákhoz. Egyesíti a nagy teljesítményű, alacsony fogyasztású ARM mikroprocesszorok és DSP-k végrehajtási és vezérlési funkcióit.
A platform 2002. december 12. után jött létre, amikor az STMicroelectronics és a Texas Instruments közösen bejelentette a 2003 folyamán gyártásra kerülő 2.5 és 3G mobiltelefonokhoz szánt nyílt mobil alkalmazásprocesszor-interfészek (OMAPI) kezdeményezését. (Ez később egy nagyobb kezdeményezésbe olvadt bele, és MIPI Alliance-nak nevezték át).
Az OMAP a Texas Instruments által implementált változata volt ennek a szabványnak. (Az STMicroelectronics implementációja a Nomadik nevet kapta.)
Míg az OMAP1-et és az OMAP2-t főként mobiltelefonokban használták, az OMAP3 óta megjelent néhány olcsóbb fejlesztői kártya, ami lehetővé tette az újabb nagy teljesítményű ARM Cortex-A sorozatú processzorokkal felszerelt számítógépek általános használatát, ilyenek például a BeagleBoard és a PandaBoard.
Az OMAP korlátozott sikert aratott az okostelefonok és táblagépek piacán egészen 2011-ig, amikor a Qualcomm Snapdragonnal szemben teret vesztett. 2012. szeptember 26-án a Texas Instruments bejelentette, hogy leállítja az okostelefonokra és táblagépekre orientált csipekkel kapcsolatos tevékenységét, és helyette a beágyazott platformokra összpontosít. 2012. november 14-én a Texas Instruments bejelentette, hogy a mobilokról a beágyazott platformokra való átállás miatt 1700 munkahelyet szüntet meg. Az utolsó OMAP5 chipek 2013 második negyedévében jelentek meg.

## Processzorcsaládok
A Texas Instruments az OMAP processzorokat három kategóriába sorolja: „High Performance”, „Basic Multimedia” és „Modem and Applications”.

### High Performance
- OMAP3530 - ARM Cortex-A8 + PowerVR SGX 530 2D/3D grafikus gyorsító + C64x+ DSP / videógyorsító
- OMAP3525 - ARM Cortex-A8 + C64x+ DSP / videógyorsító
- OMAP3515 - ARM Cortex-A8 + PowerVR SGX 530 2D/3D grafikus gyorsító
- OMAP3503 - 600 MHz ARM Cortex-A8
- OMAP3440 - 800 MHz ARM Cortex-A8 + PowerVR SGX 530 2D/3D grafikus gyorsító
- OMAP3430 - ARM Cortex-A8 + ISP (ISP: „Image Signal Processing” technológia, képfeldolgozó jelprocesszor) + PowerVR SGX 530 2D/3D grafikus gyorsító + IVA2+ (kép- és videó gyorsító), gyártási folyamat: 65 nm / 45 nm
- OMAP3420 (2008-as megjelenés) - ARM Cortex-A8 + ISP (képfeldolgozó jelprocesszor) + PowerVR SGX 530 2D/3D grafikus gyorsító + IVA2 („Imaging and Video Accelerator”), gyártási folyamat: 65 nm / 45 nm
- OMAP3410 (2008-as megjelenés) - ARM Cortex-A8 + ISP (képfeldolgozó jelprocesszor) + IVA2, gyártási folyamat: 65 nm / 45 nm
- OMAP2431 - 330 MHz ARM1136 + IVA2
- OMAP2430 - 330 MHz ARM1136 + PowerVR MBX lite 2D/3D grafikus gyorsító + IVA2
- OMAP2420 - 330 MHz ARM11 + 220 MHz C55x DSP + PowerVR MBX 2D/3D grafikus gyorsító + IVA
- OMAP1710 - 220 MHz ARM926TEJ + C55x DSP
- OMAP1621 - ARM926 + C55x DSP + 2 MiB belső SRAM
- OMAP1612 - 204 MHz ARM926TEJ + C55x DSP
- OMAP1611 - 204 MHz ARM926EJ-S + C55x DSP
- OMAP1610 - 204 MHz ARM926EJ-S + C55x DSP
- OMAP1510 - 168 MHz ARM925T (TI-enhanced) + C55x DSP
- OMAP5910 - ARM9 + C55x DSP
- OMAP5912 - ARM9 + C55x DSP

### Basic Multimedia
- OMAP310 - ARM9
- OMAP331 - ARM9
- OMAP-DM270 - ARM7 + C54x DSP

### Modem and Applications
- OMAPV1030 - EDGE digitális baseband
- OMAPV1035 – egychipes EDGE
- OMAP850 - 200 MHz ARM926EJ-S + GSM/GPRS digitális baseband + ráépített EDGE koprocesszor
- OMAP750 - 200 MHz ARM926EJ-S + GSM/GPRS digitális baseband + DDR memória támogatás
- OMAP733 - 200 MHz ARM926EJ-S + GSM/GPRS digitális baseband + ráépített SDRAM
- OMAP730 - 200 MHz ARM926EJ-S + GSM/GPRS digitális baseband + SDRAM memória támogatás
- OMAP710 - 133 MHz ARM925 + GSM/GPRS digitális baseband

## Fordítás
- Ez a szócikk részben vagy egészben  az   Open Multimedia Application Platform című német Wikipédia-szócikk ezen változatának fordításán alapul.  Az eredeti cikk szerkesztőit annak laptörténete sorolja fel. Ez a jelzés csupán a megfogalmazás eredetét és a szerzői jogokat jelzi, nem szolgál a cikkben szereplő információk forrásmegjelöléseként.
- Ez a szócikk részben vagy egészben  az   OMAP című olasz Wikipédia-szócikk ezen változatának fordításán alapul.  Az eredeti cikk szerkesztőit annak laptörténete sorolja fel. Ez a jelzés csupán a megfogalmazás eredetét és a szerzői jogokat jelzi, nem szolgál a cikkben szereplő információk forrásmegjelöléseként.
- Ez a szócikk részben vagy egészben  az   OMAP című angol Wikipédia-szócikk ezen változatának fordításán alapul.  Az eredeti cikk szerkesztőit annak laptörténete sorolja fel. Ez a jelzés csupán a megfogalmazás eredetét és a szerzői jogokat jelzi, nem szolgál a cikkben szereplő információk forrásmegjelöléseként.